# El Nuevo Poblado, Chiapas
El Nuevo Poblado är en ort i Mexiko.   Den ligger i kommunen Mazapa de Madero och delstaten Chiapas, i den sydöstra delen av landet, 900 km sydost om huvudstaden Mexico City. El Nuevo Poblado ligger 1 856 meter över havet och antalet invånare är 236.
Terrängen runt El Nuevo Poblado är varierad. Runt El Nuevo Poblado är det ganska tätbefolkat, med 179 invånare per kvadratkilometer. Närmaste större samhälle är Motozintla de Mendoza, 4,6 km väster om El Nuevo Poblado. I omgivningarna runt El Nuevo Poblado växer huvudsakligen savannskog.